# Leichtathletik-Weltmeisterschaften 1999/200 m der Männer

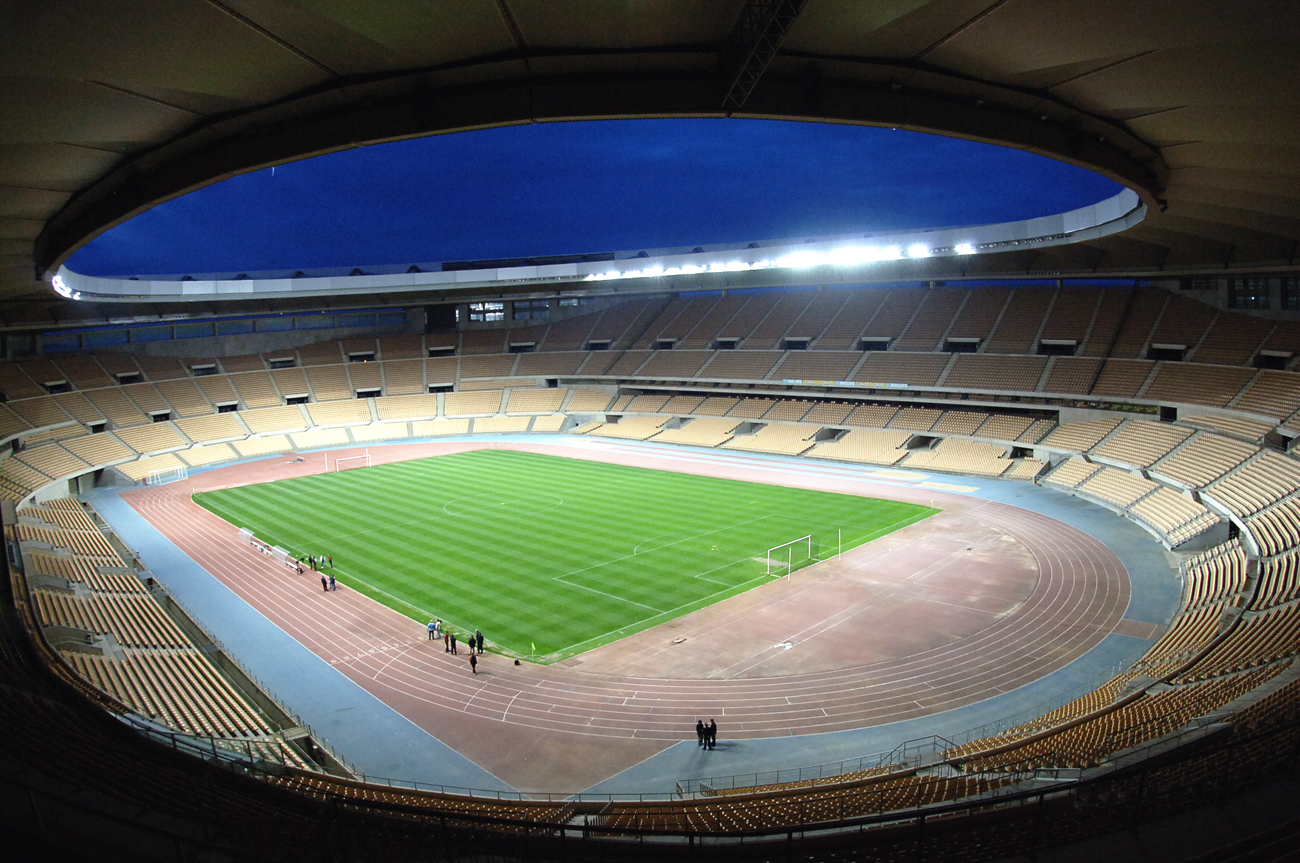
Das Olympiastadion von Sevilla im Jahr 2011

Der 200-Meter-Lauf der Männer bei den Leichtathletik-Weltmeisterschaften 1999 wurde vom 24. bis 27. August 1999 im Olympiastadion der spanischen Stadt Sevilla ausgetragen.
Es siegte der zweifache Weltmeister über 100 Meter (1997/1999) Maurice Greene aus den Vereinigten Staaten, der am Schlusstag mit der 4-mal-100-Meter-Staffel seines Landes seine dritte WM-Goldmedaille hier und vierte insgesamt errang. Den zweiten Rang belegte der brasilianische WM-Dritte von 1997 Claudinei da Silva, der mit seiner Sprintstaffel zwei Tage später mit Bronze eine weitere Medaille gewann. Auf den dritten Platz kam der hier noch für Nigeria startende Francis Obikwelu, der 1997 mit der nigerianischen 4-mal-100-Meter-Staffel Bronze gewonnen hatte. Er wurde 2001 portugiesischer Staatsbürger und vertrat von da an bei seinen Wettkämpfen Portugal.

## Bestehende Rekorde
| Weltrekord               | 19,32 s | Michael Johnson | OS 1996 in Atlanta, USA       | 1. August 1996  |
| Weltmeisterschaftsrekord | 19,79 s | Michael Johnson | WM 1995 in Göteborg, Schweden | 11. August 1995 |

Der bestehende WM-Rekord wurde bei diesen Weltmeisterschaften nicht eingestellt und nicht verbessert.
Es gab folgende Rekorde / Bestleistungen.
- eine Weltjahresbestleistung:
  - Francis Obikwelu (Nigeria) – 19,84 (2. Halbfinale, 25. August)
- vier Landesrekorde:
  - Torbjörn Eriksson (Schweden) – 20,58 (3. Vorlauf, 24. August)
  - Mohamed al-Houti (Oman) – 20,80 (4. Vorlauf, 24. August)
  - Tommy Kafri (Israel) – 20,89 (4. Vorlauf, 24. August)
  - Marcin Urbaś (Polen) – 19,98 (2. Halbfinale, 25. August)

## Vorrunde
5. August 1999, 17:35 Uhr
Die Vorrunde wurde in zehn Läufen durchgeführt. Die ersten drei Athleten pro Lauf – hellblau unterlegt – sowie die darüber hinaus zwei zeitschnellsten Läufer – hellgrün unterlegt – qualifizierten sich für das Viertelfinale.

### Vorlauf 1

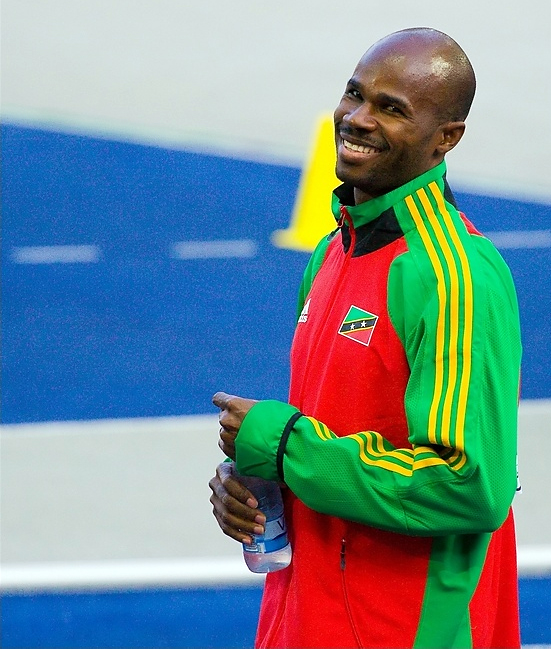
Kim Collins, 100-Meter-Weltmeister von 1997, reichte sein sechster Platz im ersten Vorlauf nicht zum Weiterkommen

24. August 1999, 11:36 Uhr
Wind: +0,1 m/s
| Platz | Name              | Nation              | Zeit (s) |
| ----- | ----------------- | ------------------- | -------- |
| 1     | Francis Obikwelu  | Nigeria             | 20,54    |
| 2     | Glenn Smith       | Kanada              | 20,68    |
| 3     | Joseph Batangdon  | Kamerun             | 20,76    |
| 4     | Panayiótis Sarrís | Griechenland        | 20,78    |
| 5     | Sergei Slukin     | Russland            | 20,92    |
| 6     | Kim Collins       | St. Kitts und Nevis | 20,95    |
| 7     | Salem al-Yami     | Saudi-Arabien       | 21,27    |

### Vorlauf 2

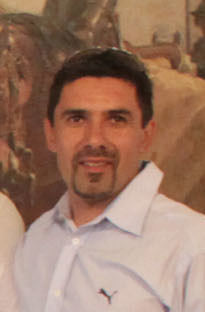
Carlos Gats wurde wegen Bahnübertretung disqualifiziert

24. August 1999, 11:36 Uhr
Wind: −0,1 m/s
| Platz | Name                | Nation      | Zeit (s)                         |
| ----- | ------------------- | ----------- | -------------------------------- |
| 1     | Frank Fredericks    | Namibia     | 20,60                            |
| 2     | John Ertzgaard      | Norwegen    | 20,74                            |
| 3     | Matthew Shirvington | Australien  | 20,75                            |
| 4     | Martin Lachkovics   | Österreich  | 20,77                            |
| 5     | Ricardo Roach       | Chile       | 21,13                            |
| 6     | Haseri Asli         | Brunei      | 22,91                            |
| DSQ   | Carlos Gats         | Argentinien | IAAF Rule 163.3 – Bahnübertreten |

### Vorlauf 3

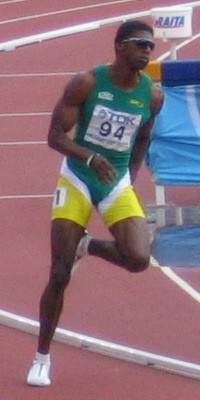
Um einen Rang verfehlte André da Silva die Viertelfinalteilnahme
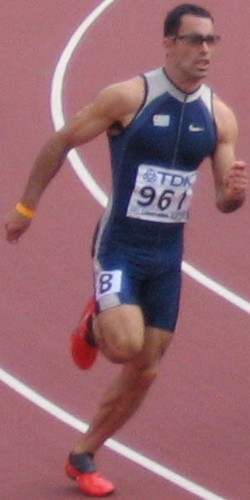
Heber Viera – wegen Bahnübertretung disqualifiziert

24. August 1999, 11:42 Uhr
Wind: −0,6 m/s
| Platz | Name                 | Nation    | Zeit (s)                         |
| ----- | -------------------- | --------- | -------------------------------- |
| 1     | Torbjörn Eriksson    | Schweden  | 20,58 NR                         |
| 2     | Kōji Itō             | Japan     | 20,59                            |
| 3     | Anninos Markoullidis | Zypern    | 20,73                            |
| 4     | André da Silva       | Brasilien | 21,04                            |
| DSQ   | Petko Yankov         | Bulgarien | IAAF Rule 163.3 – Bahnübertreten |
| DSQ   | Heber Viera          | Uruguay   | IAAF Rule 163.3 – Bahnübertreten |
| DNS   | Robert M. Dennis     | Liberia   |                                  |

### Vorlauf 4
24. August 1999, 11:48 Uhr
Wind: +0,6 m/s
| Platz | Name                     | Nation         | Zeit (s) |
| ----- | ------------------------ | -------------- | -------- |
| 1     | Julian Golding           | Großbritannien | 20,48    |
| 2     | Patrick Stevens          | Belgien        | 20,54    |
| 3     | Christopher Williams     | Jamaika        | 20,68    |
| 4     | Mohamed al-Houti         | Oman           | 20,80 NR |
| 5     | Tommy Kafri              | Israel         | 20,89 NR |
| 6     | Albert Agyemang          | Ghana          | 20,94    |
| 7     | Francisco Javier Navarro | Spanien        | 20,97    |

### Vorlauf 5
24. August 1999, 11:54 Uhr
Wind: +0,1 m/s
| Platz | Name                    | Nation                   | Zeit (s)                         |
| ----- | ----------------------- | ------------------------ | -------------------------------- |
| 1     | Konstantinos Kenteris   | Griechenland             | 20,68                            |
| 2     | Douglas Turner          | Großbritannien           | 20,72                            |
| 3     | Maurice Greene          | USA                      | 20,76                            |
| 4     | Paul Brizzel            | Irland                   | 21,02                            |
| 5     | Dean Capobianco         | Australien               | 21,48                            |
| 6     | Keita Cline             | Britische Jungferninseln | 21,69                            |
| DSQ   | Christopher Silas Adolf | Palau                    | IAAF Rule 163.3 – Bahnübertreten |

### Vorlauf 6
24. August 1999, 12:00 Uhr
Wind: −0,7 m/s
| Platz | Name               | Nation         | Zeit (s) |
| ----- | ------------------ | -------------- | -------- |
| 1     | Marlon Devonish    | Großbritannien | 20,56    |
| 2     | Patrick van Balkom | Niederlande    | 20,65    |
| 3     | Renward Wells      | Bahamas        | 20,73    |
| 4     | Darryl Wohlsen     | Australien     | 20,79    |
| 5     | Paul Gorries       | Südafrika      | 20,94    |
| 6     | Malik Louahla      | Algerien       | 21,21    |
| 7     | Christie Van Wyk   | Namibia        | 21,27    |
| 8     | Robert Craig       | Norfolkinsel   | 24,10    |

### Vorlauf 7
24. August 1999, 12:06 Uhr
Wind: −0,4 m/s
| Platz | Name                   | Nation                         | Zeit (s) |
| ----- | ---------------------- | ------------------------------ | -------- |
| 1     | Marcus La Grange       | Südafrika                      | 20,78    |
| 2     | Marcin Urbaś           | Polen                          | 20,80    |
| 3     | Curtis Perry           | USA                            | 20,86    |
| 4     | Joel Mascoll           | St. Vincent und die Grenadinen | 21,25    |
| 5     | Sittichai Suwonprateep | Thailand                       | 21,32    |
| 6     | Christian Nsiah        | Ghana                          | 21,36    |
| 7     | Kwame Galloway         | Montserrat                     | 22,88    |
| DNS   | Nathanaël Esprit       | Niederländische Antillen       |          |

### Vorlauf 8

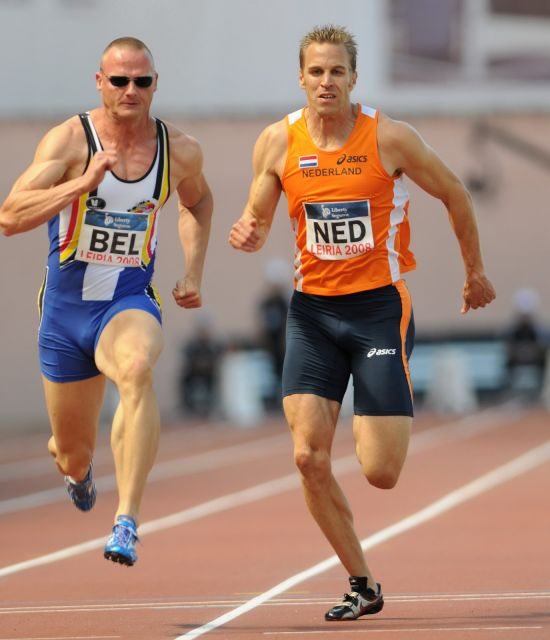
Für Erik Wijmeersch (links) reichte es nicht ganz zum Einzug in die nächste Runde
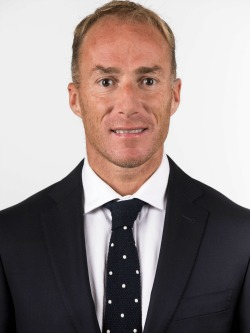
Sebastián Keitel (hier im Jahr 2018) scheiterte als Fünfter seines Rennens in der Vorrunde

24. August 1999, 12:12 Uhr
Wind: −0,1 m/s
| Platz | Name               | Nation            | Zeit (s) |
| ----- | ------------------ | ----------------- | -------- |
| 1     | Claudinei da Silva | Brasilien         | 20,38    |
| 2     | Iván García        | Kuba              | 20,59    |
| 3     | Antoine Boussombo  | Gabun             | 20,72    |
| 4     | Erik Wijmeersch    | Belgien           | 20,89    |
| 5     | Sebastián Keitel   | Chile             | 20,90    |
| 6     | Tao Wu-Shiun       | Chinesisch Taipeh | 21,38    |
| 7     | Sherwin James      | Dominica          | 21,54    |

### Vorlauf 9
24. August 1999, 12:18 Uhr
Wind: −0,4 m/s
| Platz | Name               | Nation     | Zeit (s) |
| ----- | ------------------ | ---------- | -------- |
| 1     | Kevin Little       | USA        | 20,76    |
| 2     | Chris Donaldson    | Neuseeland | 20,87    |
| 3     | Sergey Osovic      | Ukraine    | 20,91    |
| 4     | Juan Pedro Toledo  | Mexiko     | 21,00    |
| 5     | Gennadiy Chernovol | Kasachstan | 21,05    |
| 6     | Kenneth Andam      | Ghana      | 21,31    |
| 7     | Dominic Demeritte  | Bahamas    | 21,41    |

### Vorlauf 10
24. August 1999, 12:24 Uhr
Wind: +0,1 m/s
| Platz | Name                     | Nation       | Zeit (s) |
| ----- | ------------------------ | ------------ | -------- |
| 1     | Obadele Thompson         | Barbados     | 20,70    |
| 2     | Stefan Holz              | Deutschland  | 20,74    |
| 3     | Joseph Loua              | Guinea       | 20,80    |
| 4     | Georgios Panagiotopoulos | Griechenland | 20,82    |
| 5     | Gary Ryan                | Irland       | 20,86    |
| 6     | Sunday Emmanuel          | Nigeria      | 21,12    |
| 7     | Hadhari Djaffar          | Komoren      | 21,39    |

## Viertelfinale
Aus den vier Viertelfinalläufen qualifizierten sich die jeweils ersten vier Athleten – hellblau unterlegt – für das Halbfinale.

### Viertelfinallauf 1

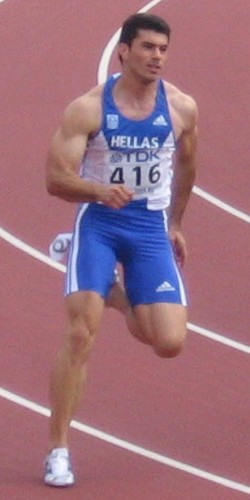
Sechs Hundertstelsekunden fehlten Panayiótis Sarrís, um sich für das Halbfinale zu qualifizieren
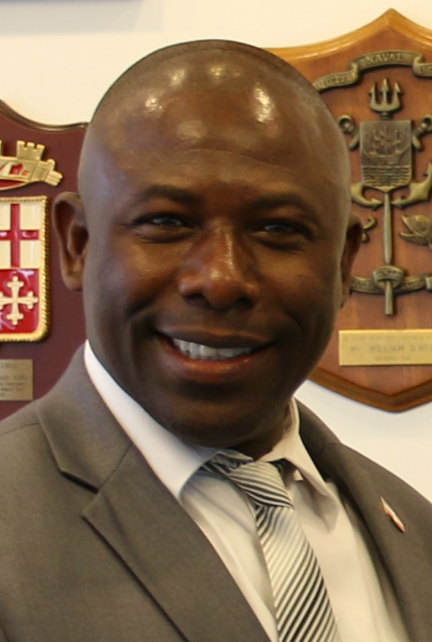
Renward Wells (Foto: 2019) wurde Sechster in seinem Viertelfinallauf und schied damit aus
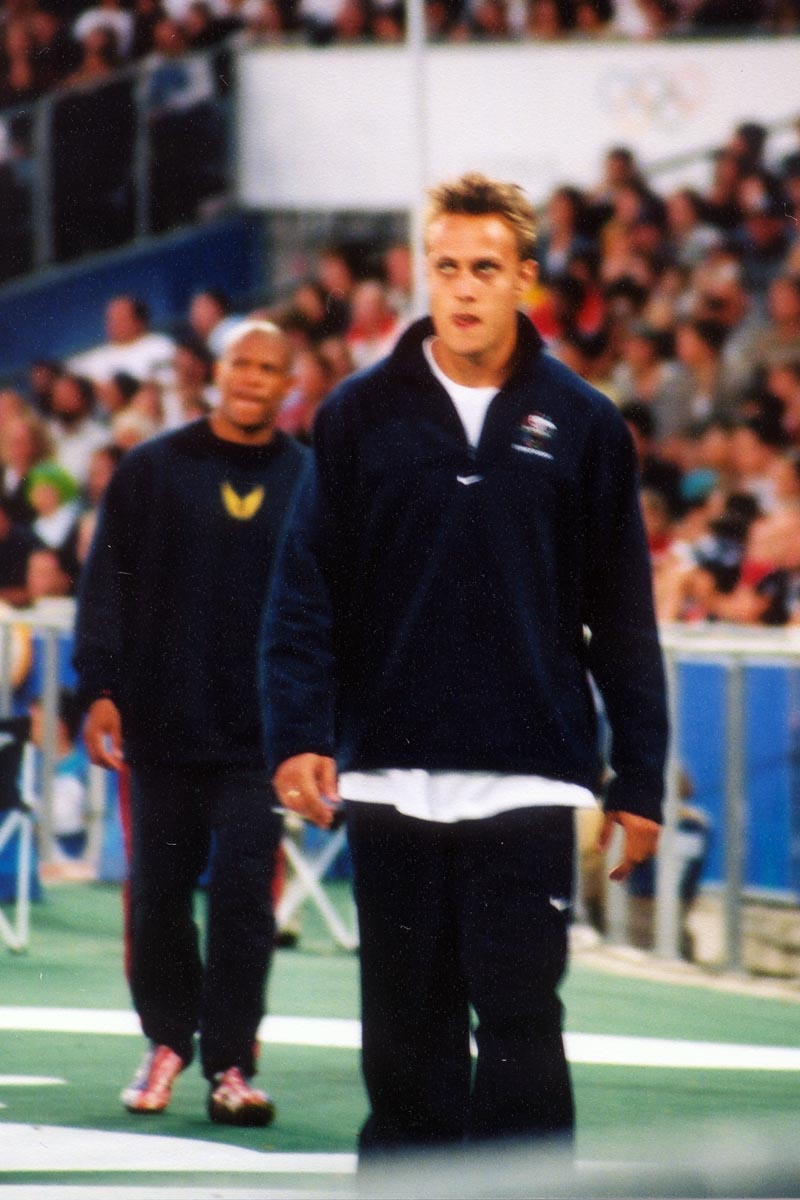
Matt Shirvington (vorne) erreichte als Siebter seines Rennens im Viertelfinale nicht die nächste Runde

Wind: +0,2 m/s
| Platz | Name                | Nation         | Zeit (s) |
| ----- | ------------------- | -------------- | -------- |
| 1     | Claudinei da Silva  | Brasilien      | 20,22    |
| 2     | Obadele Thompson    | Barbados       | 20,26    |
| 3     | Kevin Little        | USA            | 20,38    |
| 4     | Stefan Holz         | Deutschland    | 20,59    |
| 5     | Panayiótis Sarrís   | Griechenland   | 20,65    |
| 6     | Renward Wells       | Bahamas        | 20,66    |
| 7     | Matthew Shirvington | Australien     | 20,67    |
| 8     | Douglas Turner      | Großbritannien | 21,08    |

### Viertelfinallauf 2
24. August 1999, 19:11 Uhr
Wind: −0,1 m/s
| Platz | Name                  | Nation         | Zeit (s)                         |
| ----- | --------------------- | -------------- | -------------------------------- |
| 1     | Maurice Greene        | USA            | 20,23                            |
| 2     | Julian Golding        | Großbritannien | 20,32                            |
| 3     | John Ertzgaard        | Norwegen       | 20,61                            |
| 4     | Glenn Smith           | Kanada         | 20,65                            |
| 5     | Marcus La Grange      | Südafrika      | 20,81                            |
| 6     | Martin Lachkovics     | Österreich     | 20,89                            |
| DSQ   | Anninos Markoullidis  | Zypern         | IAAF Rule 163.3 – Bahnübertreten |
| DNS   | Konstantinos Kenteris | Griechenland   |                                  |

### Viertelfinallauf 3
24. August 1999, 19:17 Uhr
Wind: −0,3 m/s
| Platz | Name                 | Nation         | Zeit (s) |
| ----- | -------------------- | -------------- | -------- |
| 1     | Marlon Devonish      | Großbritannien | 20,51    |
| 2     | Iván García          | Kuba           | 20,57    |
| 3     | Christopher Williams | Jamaika        | 20,59    |
| 4     | Kōji Itō             | Japan          | 20,62    |
| 5     | Torbjörn Eriksson    | Schweden       | 20,74    |
| 6     | Curtis Perry         | USA            | 20,76    |
| 7     | Joseph Loua          | Guinea         | 20,83    |
| 8     | Chris Donaldson      | Neuseeland     | 20,96    |

### Viertelfinallauf 4
24. August 1999, 19:23 Uhr
Wind: ±0,0 m/s
| Platz | Name               | Nation      | Zeit (s) |
| ----- | ------------------ | ----------- | -------- |
| 1     | Frank Fredericks   | Namibia     | 20,11    |
| 2     | Francis Obikwelu   | Nigeria     | 20,15    |
| 3     | Marcin Urbaś       | Polen       | 20,32    |
| 4     | Patrick Stevens    | Belgien     | 20,49    |
| 5     | Patrick van Balkom | Niederlande | 20,59    |
| 6     | Joseph Batangdon   | Kamerun     | 20,70    |
| 7     | Antoine Boussombo  | Gabun       | 20,74    |
| 8     | Sergey Osovic      | Ukraine     | 20,93    |

## Halbfinale
Aus den beiden Halbfinalläufen qualifizierten sich die jeweils ersten vier Athleten – hellblau unterlegt – für das Finale.

### Halbfinallauf 1

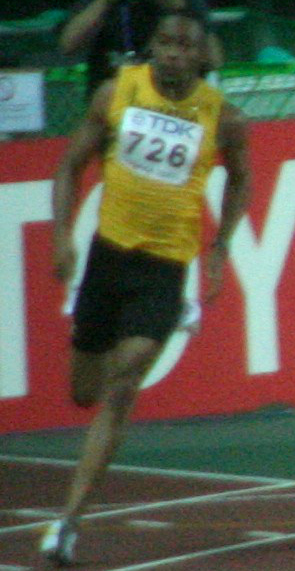
Christopher Williams reichten seine 20,48 s nicht ganz zur Finalteilnahme
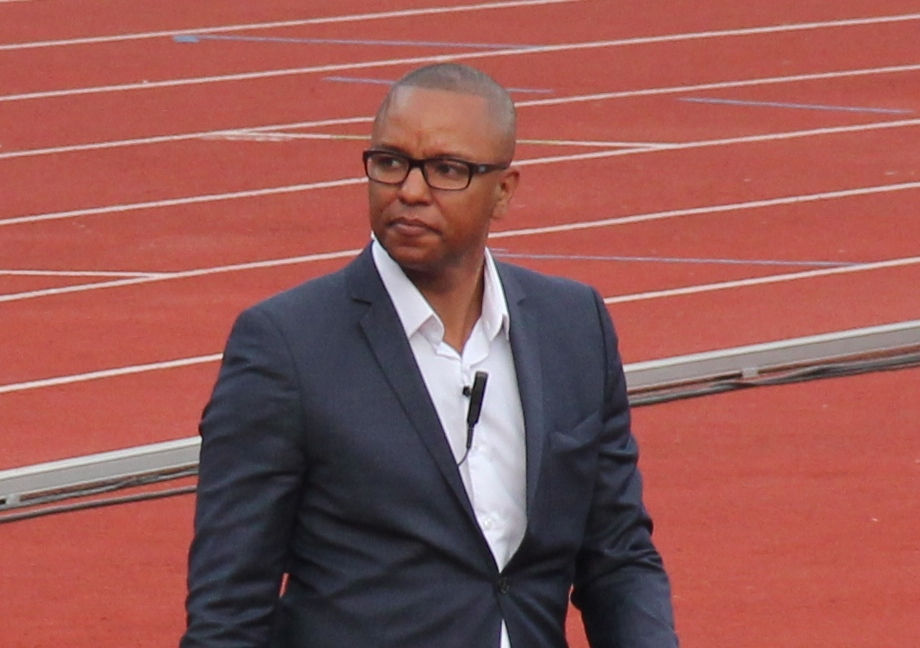
John Ertzgaard kam bis ins Halbfinale und schied dort als Siebter seines Rennens aus

25. August 1999, 19:50 Uhr
Wind: +1,6 m/s
| Platz | Name                 | Nation         | Zeit (s) |
| ----- | -------------------- | -------------- | -------- |
| 1     | Maurice Greene       | USA            | 20,10    |
| 2     | Claudinei da Silva   | Brasilien      | 20,13    |
| 3     | Julian Golding       | Großbritannien | 20,28    |
| 4     | Obadele Thompson     | Barbados       | 20,36    |
| 5     | Christopher Williams | Jamaika        | 20,48    |
| 6     | Kōji Itō             | Japan          | 20,51    |
| 7     | John Ertzgaard       | Norwegen       | 20,72    |
| 8     | Stefan Holz          | Deutschland    | 21,89    |

### Halbfinallauf 2

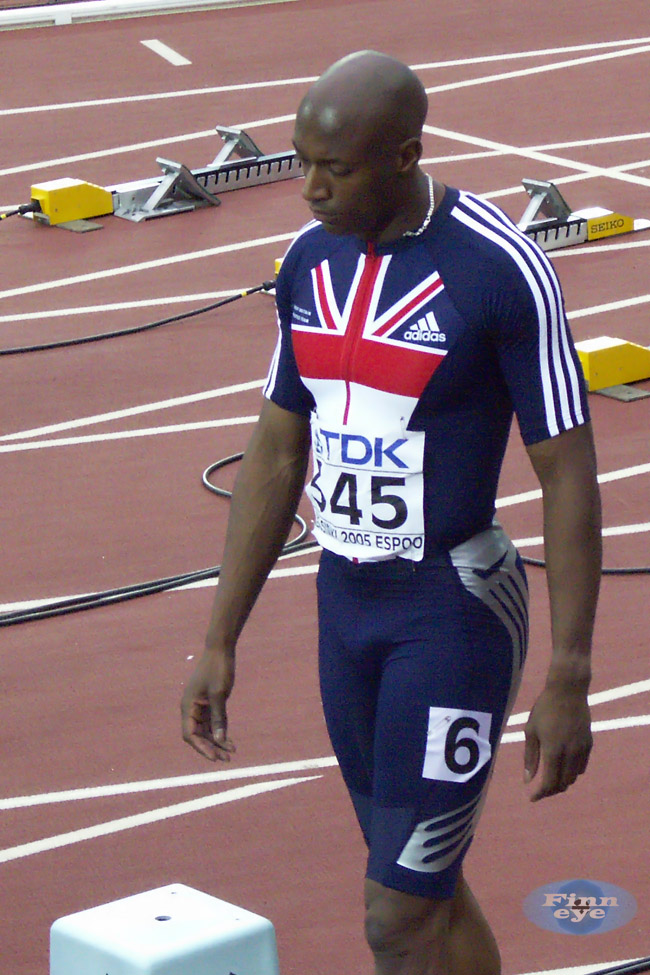
In einem sehr schnellen Halbfinallauf schied Marlon Devonish trotz guter 20,25 s als Fünfter aus

25. August 1999, 19:58 Uhr
Wind: +1,7 m/s
| Platz | Name             | Nation         | Zeit (s) |
| ----- | ---------------- | -------------- | -------- |
| 1     | Francis Obikwelu | Nigeria        | 19,84 WL |
| 2     | Marcin Urbaś     | Polen          | 19,98 NR |
| 3     | Kevin Little     | USA            | 20,10    |
| 4     | Frank Fredericks | Namibia        | 20,10    |
| 5     | Marlon Devonish  | Großbritannien | 20,25    |
| 6     | Iván García      | Kuba           | 20,38    |
| 7     | Glenn Smith      | Kanada         | 20,72    |
| DNS   | Patrick Stevens  | Belgien        |          |

## Finale

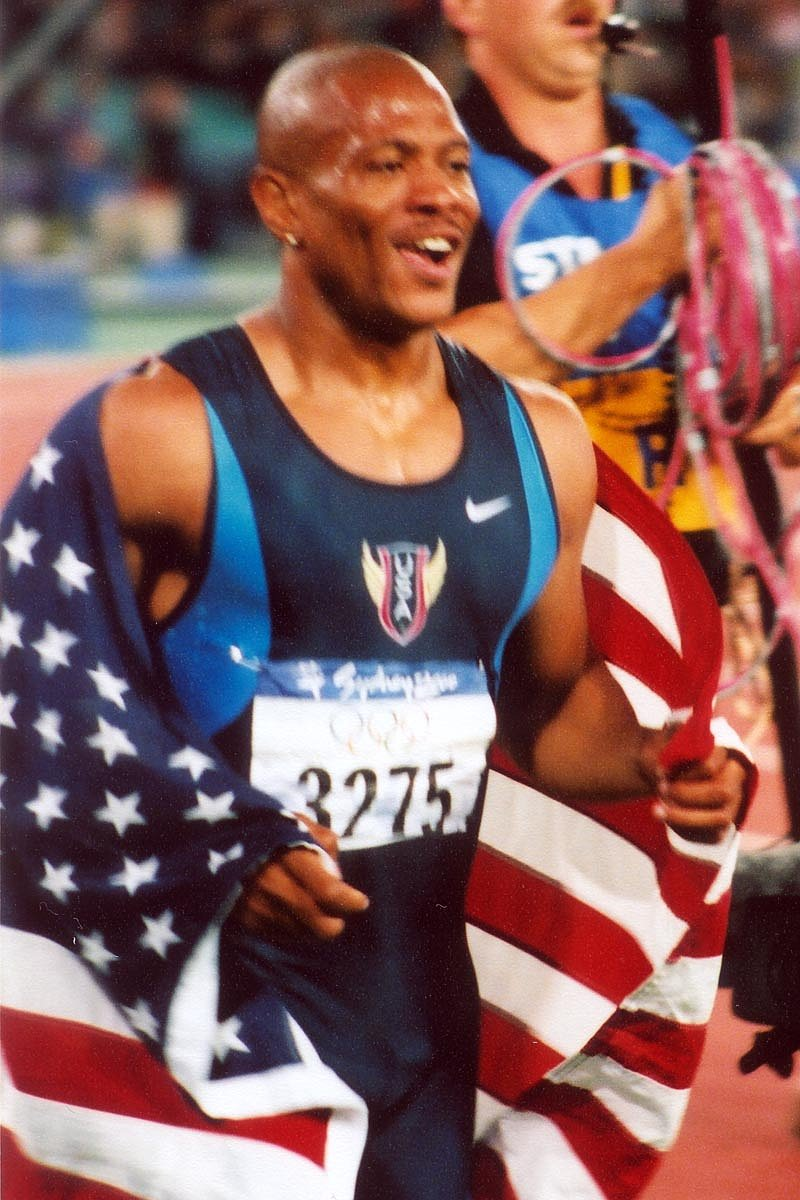
Maurice Greene. nach seinem Sieg über 100 Meter nun Doppelweltmeister – einen dritten Titel gab es am Schlusstag mit seiner Sprintstaffel

27. August 1999, 20:00 Uhr
Wind: +1,2 m/s
| Platz | Name               | Nation         | Zeit (s) |
| ----- | ------------------ | -------------- | -------- |
| 1     | Maurice Greene     | USA            | 19,90    |
| 2     | Claudinei da Silva | Brasilien      | 20,00    |
| 3     | Francis Obikwelu   | Nigeria        | 20,11    |
| 4     | Obadele Thompson   | Barbados       | 20,23    |
| 5     | Marcin Urbaś       | Polen          | 20,32    |
| 6     | Kevin Little       | USA            | 20,37    |
| 7     | Julian Golding     | Großbritannien | 20,48    |
| DNS   | Frank Fredericks   | Namibia        |          |

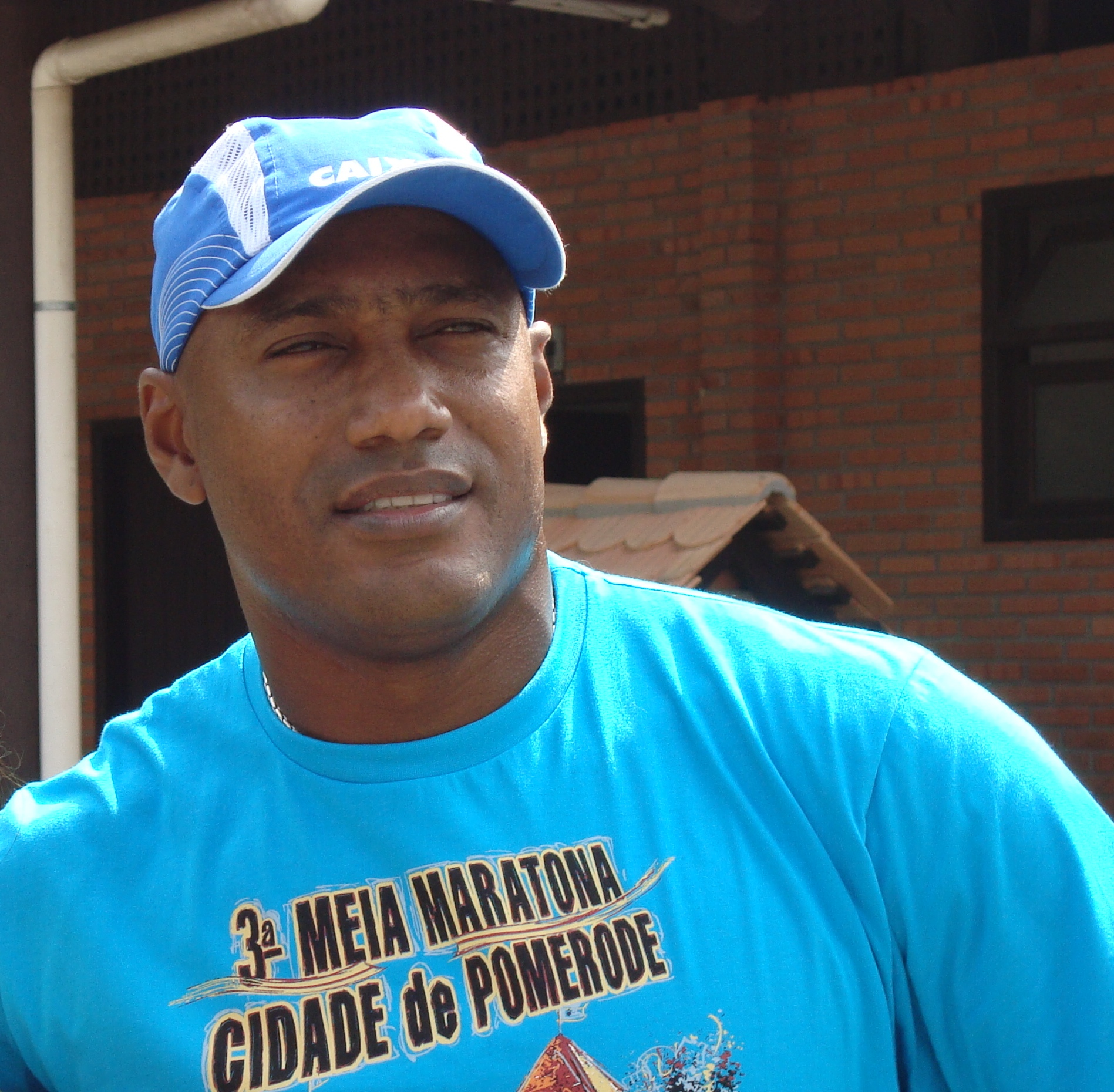
Vizeweltmeister wurde Claudinei da Silva, 1997 WM-Dritter – er gewann zwei Tage später noch Bronze mit seiner 4-mal-100-Meter-Staffel
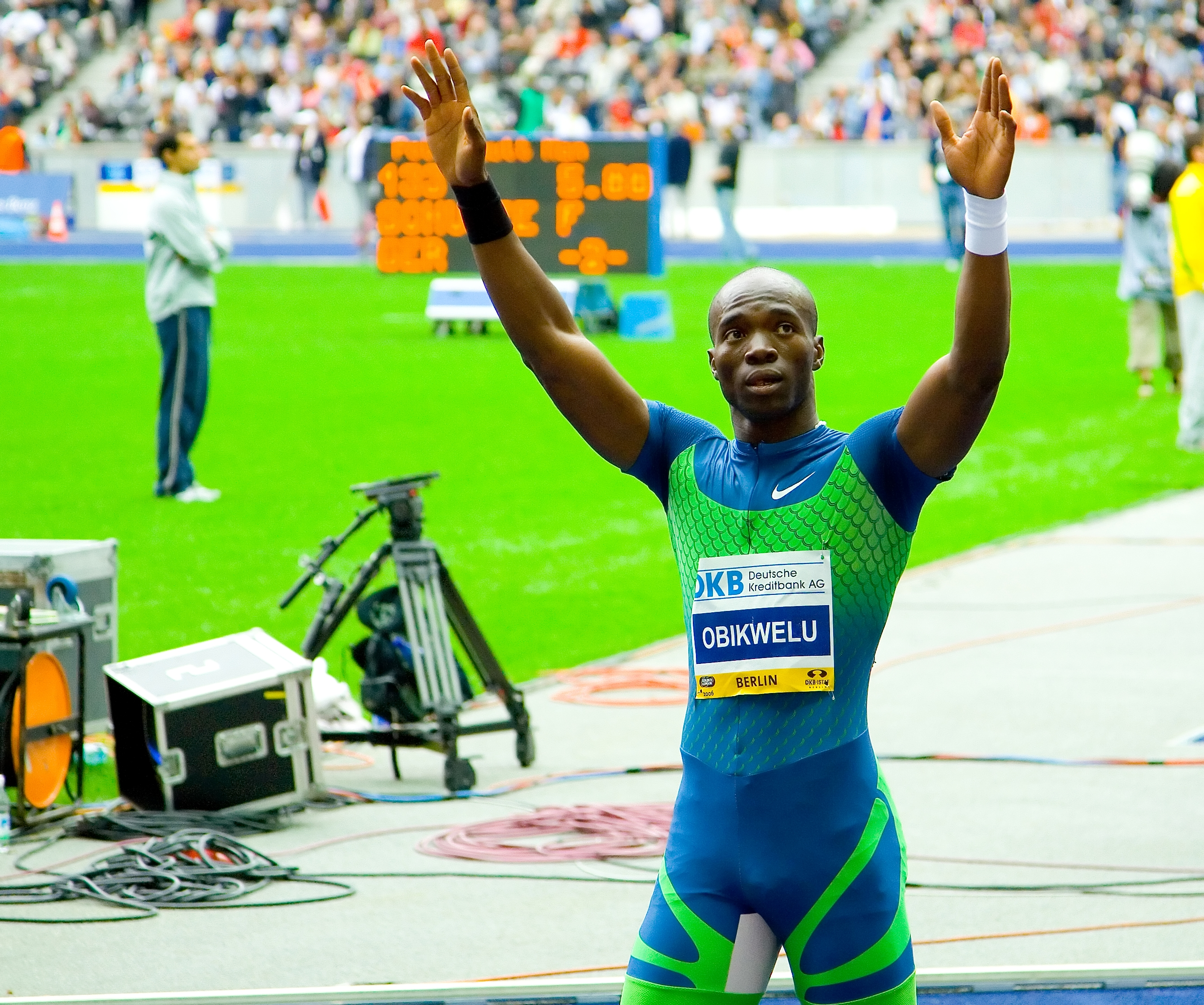
Bronzemedaillengewinner Francis Obikwelu konnte seine starke Leistung aus dem Halbfinale nicht ganz wiederholen – er errang für Nigeria und vor allem später für Portugal noch einige weitere Medaillen

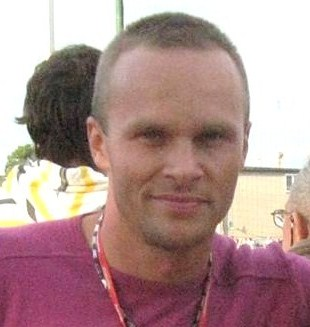
Marcin Urbaś erreichte nach einem starken Halbfinale mit neuem polnischen Rekord im Finale Platz fünf
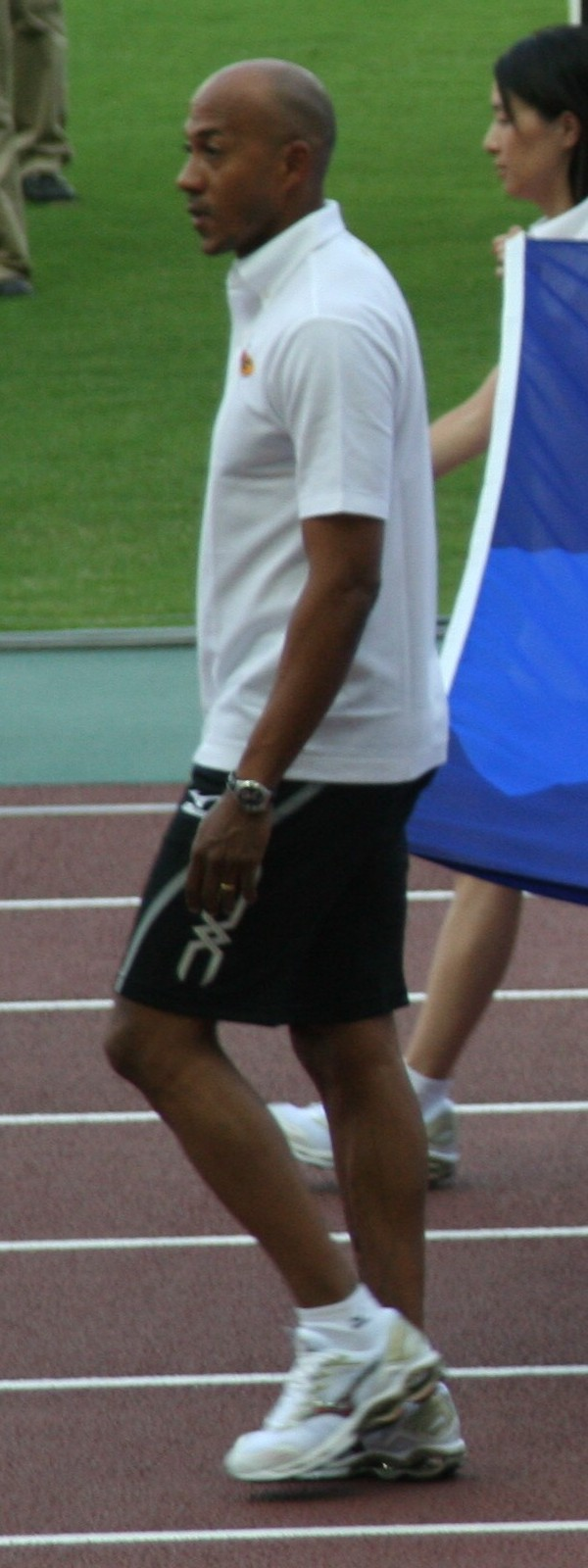
Frank Fredericks, vielfacher Medaillengewinner und 1993 Weltmeister, erreichte zwar das Finale, trat jedoch dort nicht mehr an

## Video
- Men's 200m Final World Athletics Champs Seville 1999 auf youtube.com, abgerufen am 10. Juli 2020